# The Lisbon Council
The Lisbon Council (voluit: The Lisbon Council for Economic Competitiveness and Social Renewal) is een denktank voor de 21e eeuw met als doel het definiëren en benadrukken van een strategie om de huidige en toekomstige uitdagingen die zij signaleert als gevolg van fundamentele ontwikkelingen in Europa aan te gaan. The Lisbon Council is opgericht in 2003, en is gevestigd in Brussel als een onafhankelijke, non-profit en politiek neutrale associatie. 

## Onomkeerbare modernisering
The Lisbon Council constateert dat Europa overgaat van een industriële fase naar een netwerk/kennis wereldeconomie, en dat Europa tegelijkertijd een behoorlijke demografische ommekeer ondergaat met een verouderende en afnemende bevolkingsomvang. Met dit in ogenschouw is The Lisbon Council in 2003 opgericht als denktank en beleidsnetwerk. Bovenal zoekt ze strategieën gebaseerd op deelneming, mogelijkheden en ondersteuning die de voordelen van de modernisering beschikbaar maken voor alle inwoners van Europa.

## Uitdaging
Het netwerk van The Lisbon Council - bezorgde inwoners, top-economen, publieke mensen, NGO-leiders, business-strategen en leading-edge denkers - stelt haar energie, brainpower en toewijding ter beschikking om de economische en sociale uitdagingen die The Lisbon Council signaleert op te lossen. De activiteiten behelzen oplossingsgeoriënteerde seminars, publicaties die aan het denken zetten, media-uitlatingen en openbare pleidooien.

## Duurzaamheid
Omdat een deel van haar toewijding duurzaamheid en milieu betreft en in een poging haar CO2-voetafdruk zo klein mogelijk te houden, compenseert the Lisbon Council al haar uitstoot van uitlaatgassen door reizen en acties, en meubileert haar in Brussel gevestigde kantoor met MBDC-gecertificeerde technologie. The Lisbon Council is gecertificeerd als een "klimaatneutrale organisatie".